# Warner TV
Warner TV est une chaîne de télévision payante francophone lancée le jeudi 9 novembre 2017 propriété du groupe américain Warner. Elle est notamment commercialisée dans les offres Free, Canal+, SFR et Prime Video en France, Teleclub en Suisse et celles d'Orange et VOO en Belgique.

## Historique
Warner TV, spécialisée dans la diffusion de séries, a été lancée afin de remplacer Syfy quittant les offres Canal + pour SFR (qui a remporté l'exclusivité de la chaîne).
En avril 2020, Warner TV commence sa retransmission en Afrique subsaharienne par le bouquet StarTimes.
Faute d'accord entre le groupe Canal+ et Warner Bros. Discovery France, la chaine quitte les offres payantes de Canal+, le 10 janvier 2023, interrompant provisoirement sa diffusion en France métropolitaine.
Les chaînes du groupe Warner Bros. Discovery France sont à nouveau commercialisées à partir du 16 mars 2023, dans le Pass Warner accessible depuis l'offre Prime Video et disponible sur Freebox TV en option, à partir du 15 mars 2023.
En mai 2023, Warner Bros. Discovery France reprend directement la régie publictaire de toutes ses chaînes.
Le 6 juin 2024, la TV d'Orange ajoute l'offre payante Warner TV, TLC et Discovery Investigation dans son bouquet de base. À partir du 11 juin 2024, la chaîne est disponible dans le bouquet de base de SFR et  lance sa plateforme Max en France. Cette offre comprend Warner TV dans l'abonnement standard, ce qui lui permet de revenir dans certaines offres payantes de Canal+.

## International
La chaîne est déjà diffusée en Amérique latine depuis 1995 et en Asie du Sud-Est depuis 2010, aussi connue sous le nom Warner Channel. La chaîne ne doit pas être confondue avec The WB Television Network, chaîne américaine diffusée sur le câble, en Amérique latine et en Asie du Sud-Est, détenue par le groupe HBO Latin America, programmant des films et séries télévisées américaines. La plupart des émissions sont diffusées en version originale sous-titrée en espagnol ou portugais.
À partir de 2021, Warner TV est étendue à d'autres pays européens en remplacement des chaînes TNT en Allemagne, Pologne et Roumanie,. Le 30 octobre 2022, Warner TV a été lancé en Italie en tant que chaîne gratuite disponible sur la TNT et Discovery+. En Espagne, Warner TV a remplacé TNT le 14 avril 2023. En République Tchèque, Warner TV a été lancée comme une nouvelle chaîne gratuite le 2 avril 2024.

## Identité graphique

Logo de Warner TV du 9 novembre 2017 au 30 aout 2021
Logo de Warner TV depuis le 31 aout 2021

## Programmes

### Séries[13]
Séries allemandes
. Para
- 4 Blocks
- Arthur's Law (de)

 Séries américaines
- 2 Broke Girls
- Les 12 jours sanglants de Noël
- Angie Tribeca
- Animal Kingdom
- Batwoman[14]
- Blindspot (rediffusion)
- Claws
- The Closer : L.A. enquêtes prioritaires (rediffusion)
- The Detour
- Falling Skies (rediffusion)
- FBI : Portés disparus (rediffusion)
- Final Space
- Leverage : Redemption
- The Flight Attendant
- Friends (rediffusion)
- Fringe (rediffusion)
- Full Frontal with Samantha Bee (en)
- Gotham (rediffusion, puis inédit à partir de la saison 3)
- iZombie (rediffusion puis inédit à partir de la saison 3)
- I'm Sorry
- Knightfall
- The Last O.G. (en)
- The Last Ship (à partir de la saison 4 en inédit)
- Malcolm
- McMafia
- Miracle Workers
- "Mrs Davis"
- Mon oncle Charlie (rediffusion)
- New York 911 (rediffusion)
- Nip/Tuck (rediffusion)
- Orphan Black
- The Big Bang Theory
- The Orville
- Les Pires Profs
- Projet Blue Book
- Proven Innocent (en)
- The Resident
- Raised by Wolves
- Rick et Morty
- Riverdale (déjà diffusée sur Netflix, première diffusion TV)
- Rizzoli and Isles (rediffusion)
- Search Party
- Six (rediffusion)
- Smallville (rediffusion)
- Stargate Origins
- Stargate Universe (rediffusion)
- Stargirl
- Veronica Mars (à partir de la saison 4 en inédit)
- Will
- Wrecked : Les Rescapés
- Zoey et son incroyable playlist
- Urgences (rediffusion)
- Le Prince de Bel-Air (rediffusion)

 Séries britanniques
- Line of Duty
- Paranoïa (en)
- Sherlock (rediffusion)

 Séries françaises
- Visitors

## Diffusion
La version française de Warner TV est diffusée dans de nombreux pays francophones.
Après un premier retrait le 1er janvier 2023 des offres Canal+, la chaîne redevient disponible à partir du 9 novembre 2024.